# Христофорово (Кировоградская область)
Христофорово (укр. Христофорове) — село в Благовещенской городской общине Голованевского района Кировоградской области Украины.
До 2020 года входило в Благовещенский район
Население по переписи 2001 года составляло 216 человек. Почтовый индекс — 26431. Телефонный код — 5259.